# 王克荣
王克荣（1963年7月—），女，汉族，河北丰润人。现任首都医科大学附属北京地坛医院红丝带之家办公室主任、护士长。中共十八大、十九大代表。